# Don Durant
Don Durant (20 de noviembre de 1932 – 15 de marzo de 2005) fue un actor y cantante estadounidense, conocido principalmente por su papel de sheriff en la serie western de la CBS Johnny Ringo, la cual se emitió entre 1959 y 1960.

## Biografía
Su verdadero nombre era Donald Allison Durae, y nació en Long Beach (California). Su padre había fallecido en un accidente de tráfico dos meses antes. Su madre volvió a casarse tres veces antes de fallecer a causa de un cáncer de pulmón en 1959, a los 46 años de edad. Durant sufrió, así mismo, un grave accidente de tráfico poco antes de cumplir los once años, a causa del cual permaneció en coma tres días. Como consecuencia de sus fracturas estuvo a punto de perder una pierna, debiendo permanecer en cama más de un año.
Uno de los padrastros de Durant poseía un rancho de ganado cerca de Elko (Nevada). Durant pasó un verano allí, aprendiendo a disparar y a cabalgar antes de volver a California. Durante la middle school trabajó en una emisora local de radio, y en la high school formó parte del equipo de fútbol, a pesar de las secuelas de sus lesiones. Posteriormente se alistó en la Armada de los Estados Unidos, y hacia el final de su compromiso entretenía a los veteranos en el Letterman Army Hospital de San Francisco (California).
Después, Durant empezó a viajar por el oeste del país trabajando como actor y cantante. Intervino en nightclubs de prestigio, tales como The Sands y The Sahara en Las Vegas, Nevada. Hizo un pequeño papel en el film de 1955 protagonizado por Van Heflin Battle Cry. Para suplementar sus ingresos, Durant enseñaba a cabalgar y disparar a los actores, y trabajó en la RCA como técnico. Además, ayudó a fabricar el primer kinescopio con sonido estereofónico para Warner Brothers. En 1954 firmó un contrato con CBS para interpretar pequeños papeles en series variadas, y algunas de ellas legendarias, como The Jack Benny Show. 
En 1955 Durant conoció a Ray Anthony, y ambos empezaron a filmar anuncios en televisión. Uno de ellos, para la marca Papermate, incluía en su reparto a su futura esposa, Trudy Wroe. En 1956 trabajó en la producción de Roger Corman She-Gods of Shark Reef, que llegó a ser un título de culto. Más adelante cantó en la serie de Anthony para la ABC y grabó un álbum. Consiguió otros papeles como artista invitado, y actuó en un episodio de 1957 de la serie de Rod Cameron State Trooper. También actuó en el primer episodio de la serie de la ABC Maverick, interpretada por Jack Kelly y James Garner. 
El 28 de febrero de 1959 finalmente se casó con Trudy Wroe, permaneciendo la pareja unida hasta el fallecimiento del actor. 
En 1958 Durant rodó un episodio piloto que no cuajó, pero consiguió llamar la atención del actor, director y productor Dick Powell. Como presentador de Dick Powell's Zane Grey Theater, Powell pidió a uno de sus guionistas, un joven Aaron Spelling, que creara una serie para Durant. Fue el primer trabajo de Spelling como creador y productor. Durant escribió y cantó el tema de la serie, y Johnny Ringo debutó en el otoño de 1959. La serie estaba coprotagonizada por Mark Goddard, en el papel de Cully. Muchos actores famosos participaron como invitados en el programa. Sorprendentemente, el patrocinador, Johnson Wax Company, creía que se emitían demasiados westerns (treinta en aquel momento) por televisión, y quiso reemplazar uno de los suyos por una sitcom. Por ese motivo Johnny Ringo fue cancelada tras una temporada de 38 episodios. Ni la NBC ni la ABC estuvieron interesadas en continuar con la producción de Johnny Ringo.
Durant siguió haciendo actuaciones con carácter personal (mejor pagadas que su salario televisivo) y participó como artista invitado en los programas de la CBS Perry Mason y The Twilight Zone. Firmó un contrato con otro estudio, pero aparte de un papel como invitado en la serie de la NBC Laramie en 1963, pocas ofertas se materializaron. Durant rompió su contrato en 1964, y posteriormente se retiró del mundo del espectáculo.
A partir de entonces se dedicó a la familia y a la supervisión de sus inversiones económicas e inmobiliarias, cuantiosas gracias a su previsión. Entre sus últimas apariciones en TV constan dos episodios en 1966 de la serie de la CBS The Wild Wild West, interpretada por Robert Conrad.
El matrimonio Durant fue benefactor de la Universidad Chapman, en el Condado Orange, conocida por su escuela de cine y televisión.
En 1992 Durant enfermó con una leucemia linfática crónica, apareciendo después un linfoma. A principios de 2005 sufrió una infección pulmonar, pero no fue hospitalizado. Al poco tiempo falleció en su domicilio en Monarch Beach, California.